# Campionati del mondo di aquathlon del 2000
I Campionati del mondo di aquathlon del 2000 si sono tenuti a Cancún, Messico in data 9 settembre 2000.
Nella gara maschile ha vinto il neozelandese Matthew Reed, mentre in quella femminile la spagnola Pilar Hidalgo.

## Risultati

### Élite uomini
| Pos. | Nome            | Paese         | Totale   |
| ---- | --------------- | ------------- | -------- |
|      | Matt Reed       | Nuova Zelanda | 00:28:53 |
|      | Brad Kahlefeldt | Australia     | 00:29:00 |
|      | Paulo Miyashiro | Brasile       | 00:29:02 |

### Élite donne
| Pos. | Nome          | Paese     | Totala   |
| ---- | ------------- | --------- | -------- |
|      | Pilar Hidalgo | Spagna    | 00:32:28 |
|      | Ana Burgos    | Spagna    | 00:33:23 |
|      | Pip Taylor    | Australia | 00:33:48 |

## Medagliere
| Pos. | Paese         | Oro | Argento | Bronzo |   |
| ---- | ------------- | --- | ------- | ------ | - |
| 1    | Spagna        | 1   | 1       | 0      | 2 |
| 2    | Nuova Zelanda | 1   | 0       | 0      | 1 |
| 3    | Australia     | 0   | 1       | 1      | 2 |
| 4    | Brasile       | 0   | 0       | 1      | 1 |